# Алёшковский городской совет
Алёшковский городской совет (укр. Олешківьска міська рада) — входит в состав Алёшковского района Херсонской области Украины.
Административный центр городского совета находится в г. Алёшки.

## Населённые пункты совета
- г. Алёшки
- с. Саги
- пос. Пойма